# Proprioseiopsis precipitans
Proprioseiopsis precipitans är en spindeldjursart som först beskrevs av De Leon 1962.  Proprioseiopsis precipitans ingår i släktet Proprioseiopsis och familjen Phytoseiidae. Inga underarter finns listade i Catalogue of Life.